# Sagñay
Sagñay (Bayan ng Sagñay) är en kommun i Filippinerna. Kommunen ligger på ön Luzon, och tillhör provinsen Camarines Sur. Folkmängden uppgår till 34 546 invånare år 2015.

## Barangayer
Sagñay är indelat i 19 barangayer.
| - Aniog - Atulayan - Bongalon - Buracan - Catalotoan - Del Carmen (Pob.) - Kilantaao - Kilomaon - Mabca - Minadongjol | - Nato - Patitinan - San Antonio (Pob.) - San Isidro (Pob.) - San Roque (Pob.) - Santo Niño - Sibaguan - Tinorongan - Turague |